# Шмалькальден
Шмалька́льден (нем. Schmalkalden) — город в Германии, на юго-западе земли Тюрингия. Расположен на юго-западном склоне Тюрингенского Леса, в месте слияния рек Шмалькальде и Штилле. Входит в состав района Шмалькальден-Майнинген.
На 31 декабря 2015 года население города составляло 19 291 человек.

## История
31 декабря 1530 года протестантские князья и имперские города объединились в Шмалькальдене в Шмалькальденскую лигу, которая в 1546—1547 годах вступила в Шмалькальденскую войну против императора Священной Римской империи Карла V и католической лиги, ставшую одной из первых войн протестантской Реформации.
1 ноября 2010 года город упоминался в СМИ в связи с тем, что на его территории образовалась карстовая воронка на площади около 600 м² и глубиной 20 метров.

## Достопримечательности
- исторический центр города с многочисленными позднесредневековыми фахверковыми домами
- городская церковь св. Георгия (1437—1509)
- замок Вильгельмсбург (1585—1590)
- дом Лютера — место составления Шмалькальденских артикулов
- Гессенское подворье с фресками XIII века, изображающими подвиги Ивейна (старейшая светская стенная роспись Германии)

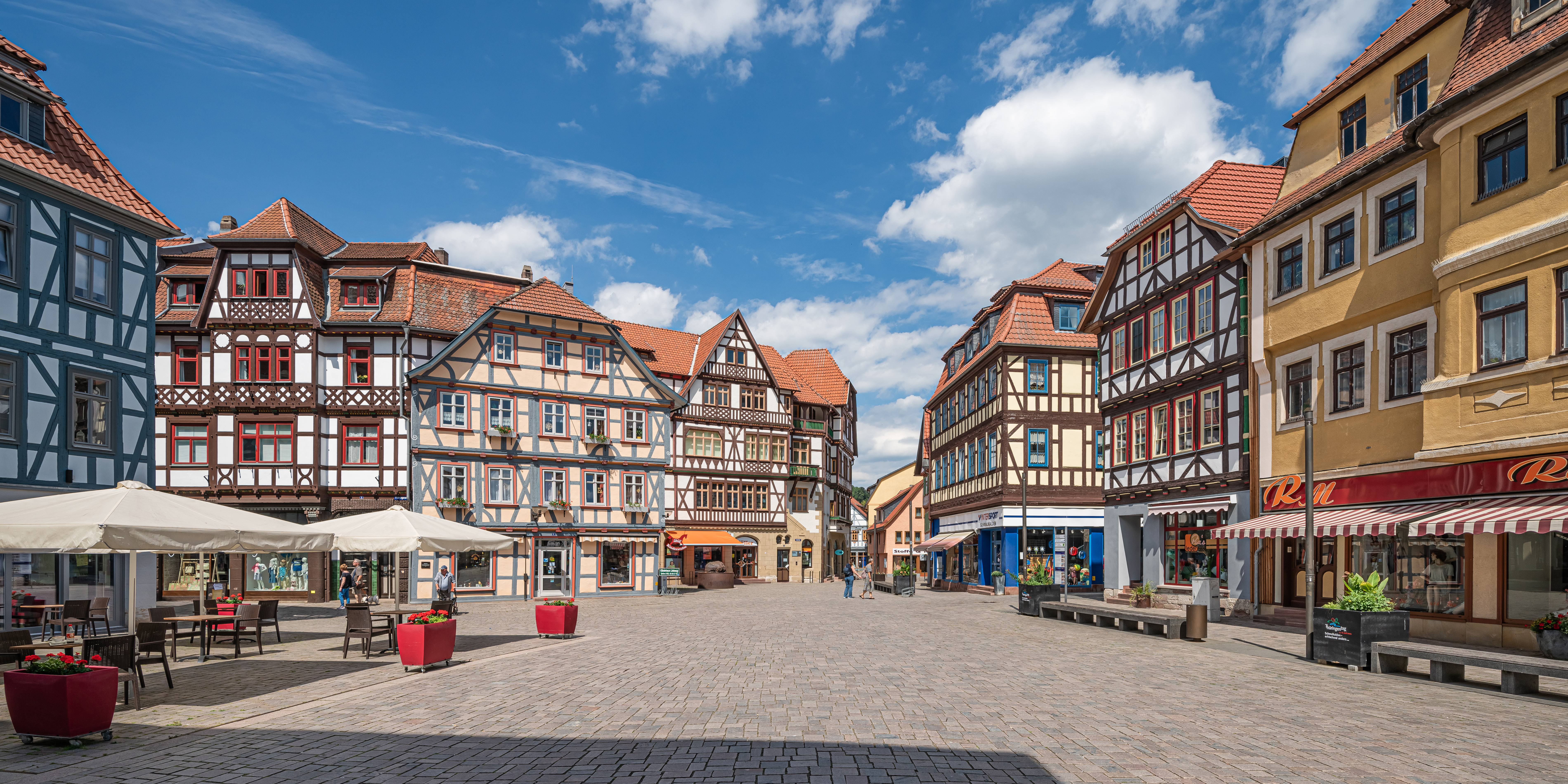
В центре города
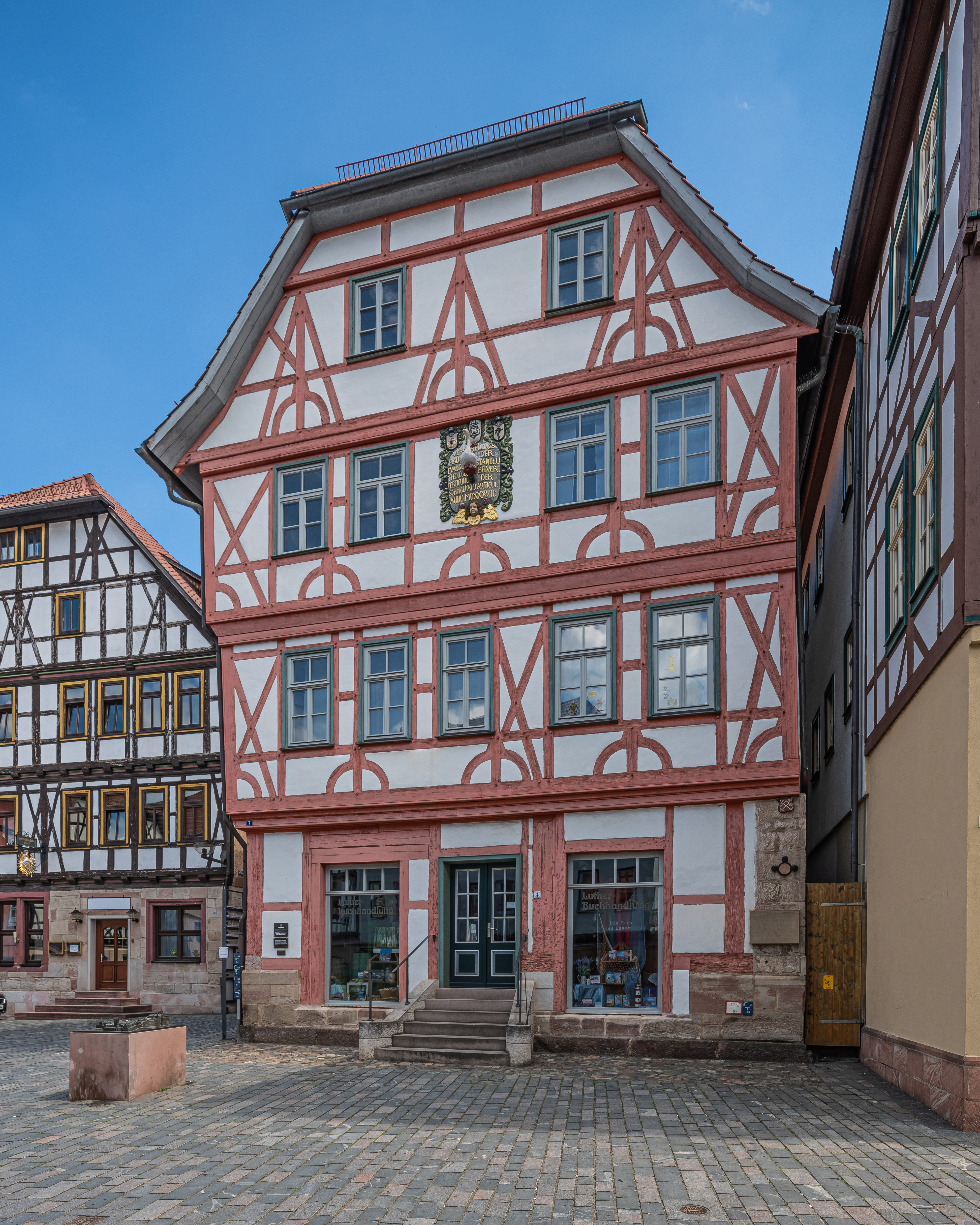
Дом Лютера
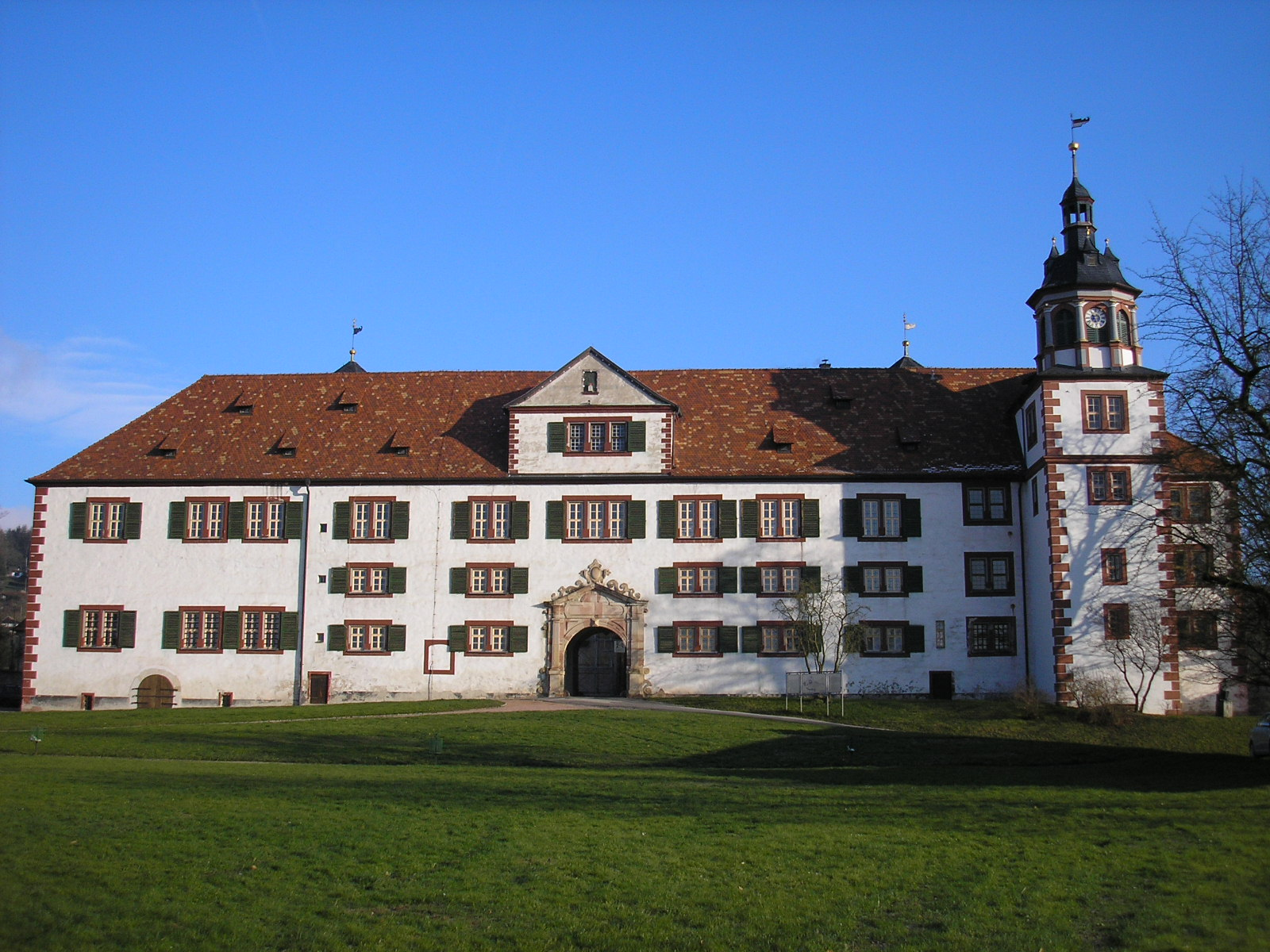
Замок Вильгельмсбург